# Доненко, Николай Ефимович
Николай Ефимович Доненко (1893, село Великая Андрусовка Александрийского уезда Херсонской губернии, теперь Александрийского района Кировоградской области — расстрелян 16 августа 1937, Москва, РСФСР, СССР) — советский партийный деятель и военный политработник.

## Биография
Член РСДРП(б) с 1914 года.
С 1918 года — в Красной армии.
В ноябре 1921 — июле 1923 года — ответственный секретарь Царицынского губернского комитета РКП(б).
В 1925-1928 годах — ответственный секретарь Волынского окружного комитета КП(б)У в городе Житомире. Член ЦК КП(б)У в декабре 1925 — июне 1930 г.
В 1928-1929 годах — заведующий организационно-распределительного отдела ЦК КП(б)У. Член Организационного бюро ЦК КП(б)У в марте 1928 — ноябре 1929 г. Кандидат в члены Секретариата ЦК КП(б)У в апреле — ноябре 1929 г.
В сентябре 1929 — 1930 г. — начальник Политического управления Особой Краснознаменной Дальневосточной Армии (ОКДВА).
Затем — начальник Политического отдела Московско-Белорусско-Балтийской железной дороги; начальник Политического управления Главного управления гражданского воздушного флота при СНК СССР.
26 января—10 февраля 1934 года делегат XVII съезда ВКП(б) с решающим голосом от Московской парторганизации.
До апреля 1937 года — управляющий Бежецкой конторы «Лёнстроя» Калининской области.
2 апреля 1937 года арестован органами НКВД. Расстрелян 16 августа 1937 года, похоронен на Донском кладбище Москвы. Посмертно реабилитирован 29 сентября 1956 года.

## Звание
- дивизионный комиссар

## Награды
- орден Красного Знамени (28.04.1930)